# Living for Love
"Living for Love" é uma canção da cantora e compositora estadunidense Madonna para seu décimo terceiro álbum de estúdio, Rebel Heart (2015). Originalmente pensada para ter seu lançamento dado nos dia dos namorados de 2015, a canção foi rapidamente lançada como o primeiro single do álbum em 20 de dezembro de 2014 pelo selo Interscope Records, após versões demo do álbum vazarem. A canção foi escrita por Madonna, Diplo, Alicia Keys, Nick Rowe, MoZella, Toby Gad e Ariel Rechtshaid, enquanto a produção ficou por conta de Madonna e Diplo. Uma canção EDM e house com várias versões compostas, a faixa mostra Madonna experimentando vários gêneros musicais diferentes. Contém ainda instrumentais de percussão e piano, além de um coro gospel.
Madonna compôs a faixa com o tema focando em um término de relacionamento, mas desviando e tendo a letra com uma natureza positiva, falando sobre neutralizar os pensamentos negativos com respostas positivas. Keys toca piano na faixa enquanto o cantor MNEK foi convocado a emprestar seus vocais em versões alternativas. "Living for Love" recebeu críticas positivas dos críticos, que elogiaram seu ritmo e letra, comparando-a com as obras anteriores de Madonna e um progresso em relação aos primeiros singles de seus dois discos anteriores. Nos Estados Unidos, tornou-se o quadragésimo quarto single de Madonna a alcançar o topo da parada Hot Dance Club Songs, empatando com o cantor George Strait como o ato com mais quantidade de singles número um em qualquer parada da Billboard.
Um videoclipe dirigido pelo duo francês Julien Choquart e Camille Hirigoyen, conhecido como J.A.C.K., foi lançado em fevereiro de 2015, enquanto a faixa foi apresentada por Madonna no Grammy Awards no mesmo mês, tornando-se o momento mais assistido da noite. No dia 26 de fevereiro, dia em que o single foi lançado no Reino Unido, a cantora se apresentou no Brit Awards, e durante sua apresentação, a capa era para ser puxada e saído de seu corpo, só que na hora que seu dançarino puxou, a cantora foi levada junto, e voou dois degraus da pequena escada do palco, e mesmo assim se levantou e continuou a apresentação normalmente. Rapidamente Madonna ficou entre os assuntos mais comentados do mundo no Twitter.

## Antecedentes e lançamento
Após o término de seus trabalhos com seu décimo segundo álbum de estúdio MDNA, Madonna lançou um curta-metragem intitulado Secretprojectrevolution em setembro de 2013, dirigido por ela e Steven Klein; neste pequeno filme, a cantora defende a liberdade artística e os direitos humanos. O curta de Madonna também lançou uma inciativa global chamada "Art for Freedom", para promover a liberdade de expressão dos artistas em geral. Em janeiro de 2014, o empresário de Madonna, Guy Oseary, comentou que a cantora estava ansiosa para começar a trabalhar em seu próximo álbum, Madonna estava envolvida na produção do disco durante todo o ano de 2014, porém, entre novembro e dezembro treze versões de demos das canções do álbum vazou na internet, antes que seu título ou data de lançamento tivesse sido revelada pela própria artista. Rapidamente, Madonna se pronunciou em suas redes sociais, quebrando um iPod e postando a imagem no Instagram, na legenda ela dizia que metade das demos vazadas eram apenas partes inacabadas das canções, e ainda afirmou que metade delas evoluíram para a parte final do álbum, ao mesmo tempo a cantora agradeceu aos seus fãs pela lealdade de não ouvir os materiais vazados. A cantora revoltada com a situação, postou em seu Facebook que considera esta atitude como "uma forma de terrorismo" e "estupro artístico", a cantora foi duramente criticada por usar a expressão "terrorismo", pois a escola Peshawar, em Sydney, teria sofrido um recente ataque de terrorismo, logo em seguida, a cantora apagou as postagens em seu Instagram e Facebook.
Em 20 de dezembro de 2014, o título do álbum foi confirmado como Rebel Heart. Madonna liberou a pré-venda no iTunes, e liberou seis faixas do álbum, incluindo "Living For Love". Em sua rede social, a cantora afirmou que as músicas foram feitas para ser um "Presente de Natal antecipado". A cantora pretendia lançar "Living For Love" como primeiro single do álbum no Dia dos Namorados de 2015, com o restante das canções programada para serem liberadas durante a primavera do próximo ano. Devido aos vazamentos, a cantora se viu obrigada a lançar precocemente seu álbum fugindo totalmente de seus planos, como justificava, a cantora disse que era preferível que os fãs ouvissem as versões finalizadas e oficiais, do que as que estavam circulando pela internet.

## Escrita e desenvolvimento

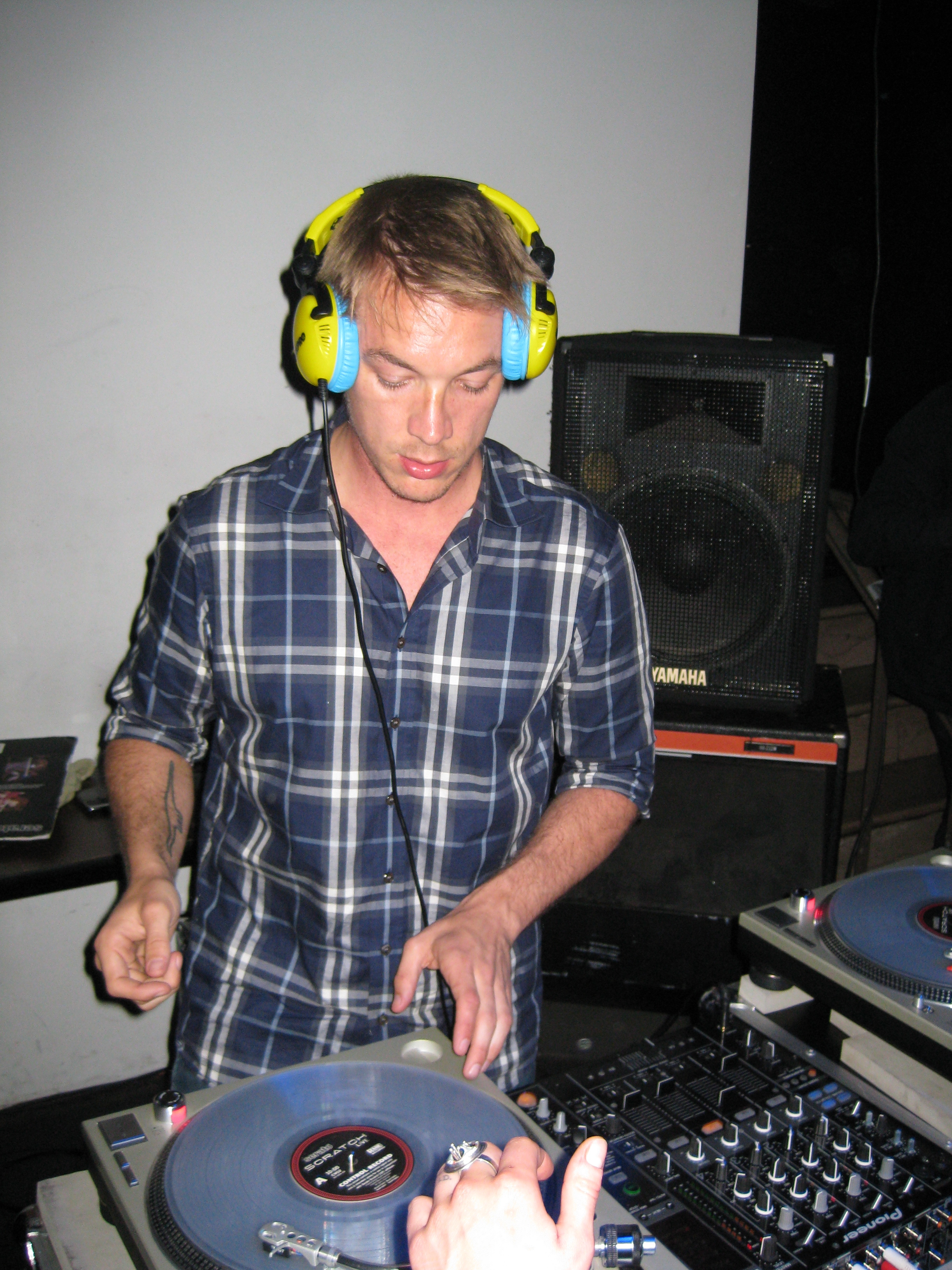
O DJ norte-americano Diplo é um dos escritores e produtores de "Living for Love"

Em maio de 2014, Madonna postou uma selfie onde ela falou sobre trabalhar com DJ norte-americano Diplo, seguido de uma imagem mostrando o seu trabalho em um laptop com ele. Madonna tinha convidado Diplo para sua festa anual do Oscar, e ele não pode ir. Então eles começaram a compor para ela e enviou algumas músicas. Madonna respondeu com um texto de 20 páginas contendo suas anedotas sobre a música. Após isso, eles começaram a colaborar para o álbum. Em uma entrevista com o Idolator, Diplo explicou que Madonna tinha solicitado a fornecer suas "músicas mais loucas" para o álbum. Juntos, eles escreveram e gravaram sete músicas, com o produtor dizendo, "Essas músicas irão ter um som louco. Nós realmente passamos do limite com algumas das coisas que fizemos... Ela estava lá para tudo. Eu adoro quando um artista dá para um produtor a confiança que ele precisa para trabalhar com eles, e Madonna foi muito mente aberta para as minhas ideias... Ela foi assim desde o primeiro dia." Diplo ainda disse em uma entrevista que "Living For Love" teve quase 20 versões que vão desde uma balada de piano para uma composição EDM, e em última análise, Madonna e Diplo decidiram optar a um nível médio entre os dois estilos. Rechtshaid e o cantor britânico MNEK também se juntaram para escrever sessões com eles, melhorando o verso da canção. Madonna negou que havia vinte versões da canção, admitindo que "pode ser um pouco demais", e comentou como ela queria que soasse a canção:
| “ | Vinte é um pouco demais, mas definitivamente foram mais de 10. Um monte de versões diferentes. Nós sabíamos que queríamos uma faixa dance. Mas sabe, tem tantos níveis diferentes de dance music mesmo dentro da house music. Então, qual seria o grave? Mais esparso, mais forte? Estilo Chicago ou do Reino Unido? Só uma linha de vocais? Com coral cantando? Então experimentamos e tentamos coisas diferentes. Todas soaram muito boas, mas no fim queríamos algo também atemporal, não apenas para o momento | ” |

Em Outubro de 2014, a cantora americana Alicia Keys confirmou que trabalhou com Madonna em seu novo álbum de estúdio. A cantora disse: "Foi bom. Eu estava aqui fazendo uma reunião ou algo assim, e Madonna estava trabalhando com Diplo. Eles me falaram "Talvez você pode jogar um pouco de piano nessa coisa" e eu disse, "Tudo bem, vou tentar. Se você odiar pode jogar fora" foi exatamente assim como tudo ocorreu, de forma casual e legal." a canção ainda contará com vocais de Annie, do London Community Gospel Choir, de MNEK. Madonna também revelou que terá mais versões da canção a serem lançadas, porém só depois do lançamento do álbum. Descrevendo a canção como "uma das produções mais suaves" de Diplo, Madonna compôs "Living for Love" como uma canção de rompimento, comentando, "muita gente escreve sobre estar apaixonado e ser feliz ou eles escrevem sobre ter um quebrado coração e estar inconsolável. Mas ninguém escreve sobre ter um coração quebrado e estar esperançoso e triunfante depois. Então eu pensei, como posso fazer isso? Eu não queria compartilhar o sentimento de ser uma vítima. Este cenário me devastava, mas isso só me fez mais forte". Ela complementou dizendo que "Living for Love" foi "como o antigo eu e o novo juntos".

## Música e letra
"Living for Love" foi escrita por Madonna, Diplo, Alicia Keys, Nick Rowe, MoZella, Toby Gad e Ariel Rechtshaid, enquanto a produção ficou por conta de Madonna e Diplo. É uma canção EDM e house e começa com Madonna cantando sobre uma linha de piano "da realeza", que eventualmente é acompanhada por percussão. A canção está situado no compasso simples de 4/4, com um andamento de 123 batidas por minuto. É composto no tom de Fá menor, com os vocais de Madonna alcançando de Mi bemol3 a Dó5. "Living for Love" tem uma sequência de I-IV-V-I como sua progressão de acordes, com o ritmo que flui em Fá menor–Dó menor–Ré bemol–Lá bemol–Mi bemol/Lá bemol. De acordo com Dean Piper do The Daily Telegraph, a canção tem "alguns traços clássicos de Madonna: referências religiosas, um coro gospel, piano dos anos 90 e contrabaixo rodopiante" e foi comparado com seus singles de 1989, "Like a Prayer" e "Express Yourself", por Jason Lipshutz da Billboard.
Ao contrário dos primeiros singles anteriores de Madonna, "4 Minutes" (2008) e "Give Me All Your Luvin'" (2012), "Living for Love" tem ênfase nas letras e na voz. As pertes de piano tocadas por Keys são adicionadas à música eletrônica e coro gospel, e Madonna neutralizando pensamentos negativos com letras positivas, com as linhas da ponte sendo "me levou para o céu, me deixou cair / Agora que acabou, eu vou seguir em trente" e uma "queda palpitante" no meio. Sal Cinquemani da Slant Magazine descreveu a canção como uma junção de Kiesza e "Like a Prayer", e observou que houve muitas mudanças desde a versão demo vazou: a reminiscência house sendo substituído por um 808 e o piano de Keys, bem como palmas e riffs gospel sendo removidos no final da canção  Para Jon Lisi de PopMatters, "Living for Love" se iguala a lançamentos atuais e com a ética DIY que exibem, a partir de "Shake It Off" de Taylor Swift, "Break Free" de Ariana Grande, "Roar" de Katy Perry. A natureza sobrevivente como um hino da faixa foi complementada pela sobrevivência de Madonna em sua carreira musical.

## Análise da crítica
Após seu lançamento, "Living for Love" ganhou elogios da crítica especializada.  Lipshutz apreciou a música, elogiando a entrega vocal "confiante" de Madonna. Ele disse que a música soava "como uma combinação vertiginosa do passado e presente de Madonna, e representa um sinal encorajador para um projeto de 2015 que foi inesperadamente lançado em risco no final de 2014". Stern comparou a música com o single de 1992 de Madonna, "Deeper and Deeper", observando que ao contrário dos atos dance do Reino Unido e dos grupos pop adolescentes homenageando a  house music da década de 1990, Madonna tinha vivido aquela época. Chamando a música de um esforço de colaboração "monstruoso", terminou a sua avaliação dizendo "Foda-se sobre cantar sobre Tanqueray no clube: Esta é a Madonna sempre soubemos e vivemos a amar, com foguetes do futuro e acenos nostálgicos ao passado". Jamieson Cox da revista Time observou que "Living for Love" foi feita sob medida para rádio, com o aumento da popularidade da música house e do sucesso de músicos britânicas do mesmo gênero. Dando a música uma classificação de três de cinco estrelas, Hardeep Phull do New York Post elogiou-a por ser uma "faixa dance eufórica, misturada com gospel que vai rejuvenescer até mesmo as mais desanimadas das almas graças ao seu refrão 'o amor vai me levantar'". Phull disse ainda que espera da música para ser um sucesso nas paradas de dance e pop.
Escrevendo para o USA Today, Brian Mansfield elogiou a natureza otimista e "auto-confiante" da música, acrescentando que "é o tipo de determinado hino dance que Madonna faz tão bem". Hunter Hauk do The Dallas Morning News descreveu a música como uma "fusão sólida" de diferentes tipos de músicas para clubes e apreciou a quebra de dança, e a atitude ao cantar de Madonna, chamando-a de "menos espinhosa ou desafiadora do que vemos no Instagram nos dias de hoje". Jeff Miers do The Buffalo News comparou "Living for Love" com hinos de clube mais antigos, canções que se tornaram sucesso comercial para Madonna. Escrevendo para i-D, Nick Levine descreveu a canção como um "single de retorno perfeitamente arrojado: em vez de retornar com um EDM barato... Quando ela canta "eu peguei a minha coroa, coloquei-a de volta na minha cabeça", parece como uma declaração com um objetivo." Lewis Corner do Digital Spy listou-a como uma das dez melhores faixas de sua semana de lançamento, acrescentando que o composição tornou a faixa "uma eufórica primeira amostra" vinda de Rebel Heart.  Jed Gottlieb de Boston Herald descreveu as batidas da faixa como contemporâneas, enquanto sentiu que o refrão e os ganchos fossem uma reminiscência de faixas Top 40 de gerações antigas. "Os fãs de True Blue ouvirão uma alegria e nostalgia [na música]". Jon Pareles do The New York Times elogiou a capacidade de "Living for Love" transformar "as emoções de término de relacionamento em uma redenção levantadora". Ele o chamou de "um dos melhores singles de Madonna em uma década".  Escrevendo para o PopMatters, Lisi comentou que era o lançamento "mais alegre" de Madonna desde "Express Yourself".
Daryl Deino do The Inquisitr elogiou a música por ser "épica e edificante", acreditando que ela iria apresentar a música de Madonna para uma nova geração. Jim Farber do New York Daily News viu a música como um retorno à forma da cantora, descrevendo-a como "uma mistura de música para clube e pop, com um piano velha guarda R&B, o vocais de fundo crescentes e uma melodia que continua a levantar-lhe". Zel McCarthy da revista Vice acreditava que a música refletia a personalidade dos seus compositores, sentindo que a produção e as letras pessoais fizeram dela um sucesso. Bernard Zuel do The Sydney Morning Herald acreditou que "Living for Love" encarna todos os aspectos da vida de Madonna, uma mistura de seu passado, presente e futuro. Esta opinião foi compartilhada por Lindsay Zoladz da New York, que havia criticado as outras cinco músicas do álbum, mas chamou "Living for Love" como "um inesperado equilíbrio perfeito entre os fantasmas do passado e futuro de Madge". Dean Piper do The Daily Telegraph chamou-a de "mais original" entre as músicas lançadas, no entanto, ele foi crítico sobre suas letras, dizendo que elas não conseguiram "penetrar sua alma". Cinquemani elogiou as mudanças na música desde sua versão demo, chamando-o de "primeiro single mais empolgante em anos" de Madonna, mas lamentou a voz nasal da cantora. Michael Jose Gonzalez, da revista de música dinamarquês, Gaffa, achou a canção melódica, mas que lembra a música do décimo álbum de estúdio da cantora, Confessions on a Dance Floor (2005).

## Videoclipe

### Desenvolvimento
Em dezembro de 2014, o empresário de Madonna Guy Oseary anunciou que um videoclipe para a música estava programado para ser lançado no início de fevereiro de 2015. O vídeo foi dirigido pelo duo francês Julien Choquart e Camille Hirigoyen, em conjunto conhecido como J.a.C.K. Foi editado por Danny B. Tull, estilizado por B. Akerlund e coreografado por Megan Lawson. Verena Dietzel, criadora da marca de moda V-Couture, que é especializada em diversos tipos de espartilhos, foram convocados para criar roupas para o vídeo, bem como para a apresentação nos Grammy Awards. Dietzel explicou que tinha inicialmente pensado que o e-mail de Madonna era spam, no entanto, após a confirmação da assistente de estilista da cantora, B. Åkerlund, ela começou a trabalhar nos projetos. Dentro de 48 horas, ela costurou um novo corset, bem como ter criado dois novos, baseando-as na única informação fornecida a ela, o de tamanho de sutiã de Madonna. Ela teve que procurar no Google para deduzir o resto de proporções da cantora. No total, quatro corsets diferentes foram enviados para Madonna.
O estilista libanês Shady Zeineldine também foi contactado por Åkerlund, que visitou a conferência de imprensa da designer em Los Angeles, e pediu-lhe para enviar suas ideias e esboços para o vídeo. Depois que o negócio foi finalizado, ele criou uma jaqueta de toureiro que Madonna usou no vídeo. Outro vestido era um bodysuit, com um corset de cetim stretch nude coberto em três diferentes tipos de rendas, um top chiffon de seda preta e uma gravata de cetim. Havia também uma jaqueta bolero de veludo vermelha. O espartilho foi descrito por Steff Yotka do Style.com como "mistura de masculino e feminino... é o tipo de coisa apertada, sensual, com flexão de gênero que temos vindo a esperar [de Madonna]". A cantora e sua equipe haviam enviado referências de toureiro para Zeineldine, que queria dar um toque feminino para os projetos, utilizando inúmeros laços e paleta de cor nude para realçar as curvas do corpo da cantora. Amber Kallor do Style.com explicou que a maquiagem de Madonna no vídeo foi inspirada em desfiles recentes de Christian Dior e Givenchy. A cantora havia aplicado delineador paralelo com seu visual bolero, bem como ostentado grampo e coques de Princesa Leia em seu cabelo. O designer Riccardo Tisci criou as máscaras de cristal e chifres para dançarinos de Madonna como Minotauros; ele também aplicou jóias no rosto da cantora para uma sequência no vídeo.

### Lançamento e sinopse

Madonna no videoclipe da música. A cena retrata ela no palco sendo cercada pelos dançarinos como Minotauros.

O vídeo musical foi lançado no aplicativo de mensagens de imagem Snapchat em 5 de fevereiro de 2015, onde ele esteve disponível para visualização na plataforma do aplicativo "Snap Channel". Madonna tornou-se a primeira artista a estrear seu vídeo no Snapchat. O vídeo foi excluído após 24 horas, pela ética de auto-destruição do Snapchat, e mais tarde foi carregado no canal Vevo de Madonna. Sara Spary da Marketing Week elogiou a decisão, acreditando ser "uma grande jogada para o Snapchat e o decisão da gravadora de Madonna poderia pavimentar o caminho para outros selos gigantes a hospedar o conteúdo no aplicativo, bem como outros tipos de conteúdo de marca."
O vídeo começa com um foco de luz sobre a mão de Madonna que gradualmente revela um estágio vermelho circular cercado por cortinas vermelhas. Madonna, vestindo a jaqueta de veludo vermelho se move ao redor do palco jogando longe uma capa e faz movimentos de dança coreografados. Intercalados estão visuais de um dançarino masculino como um Minotauro usando a máscara com chifres, a dançar no chão e Madonna no vestido de toureiro. Ela seduz o bailarino com a capa enquanto o refrão termina.
Um bando de bailarinos vestindo máscara com chifres semelhantes aparecem e cercam Madonna ao redor do palco. Ao longo do segundo verso Madonna persegue os dançarinos e derrota-os na luta simulada. Um deles a pega e juntos realizam uma segunda coreografia em cima do palco. Madonna também é mostrada em um corset estilizado com jóias agitando uma capa vermelha. Para os versos finais e refrão, Madonna em um corset nude dança entre os Minotauros, e, finalmente, mata todos eles. A última cena mostra a cantora que está entre os corpos mortos da Minotauros, jogando fora a capa, segurando um par de chifres em sua mão esquerda. Rosas vermelhas caem em torno dela e som de aplausos são ouvidos enquanto uma citação do filósofo alemão Friedrich Nietzsche aparece na tela: "O homem é o animal mais cruel. Nas tragédias, touradas e crucificações, ele se sente o melhor na Terra. E quando inventou o inferno pra si, esse foi o seu próprio paraíso".

### Recepção e análise
Hugh McIntyre da Forbes elogiou a decisão de Madonna pela parceria com o Snapchat para o lançamento do vídeo, porque ele considerou ser um lucro para ambas as partes. Para Madonna que lhe permitiria se conectar com o público mais jovem, enquanto que para o Snapchat, o lançamento de um novo vídeo Madonna levaria a um demográfico mais velho a baixar o aplicativo. Matthew Jacobs do The Huffington Post acreditava que o vídeo da música e sua imagem combinaram com a natureza animadora da música. Ele comparou partes do vídeo com "Express Yourself" e "Hung Up", dizendo que Madonna saindo vitoriosa entre um bando de homens vestidos de touros, evocou os vazamentos de músicas de Rebel Heart. Recordando as conotações auto-referenciais nos vídeos de "Give Me All Your Luvin'" e "Girl Gone Wild", Jacobs explicou que "Madonna se apresenta como rainha da tenda, sem depender de alusões ao seu próprio currículo para provar que ela é o mestre da cena pop pós-moderna... Este é o vídeo de Madonna que nós esperamos por uma década." Joey Guerra do Houston Chronicle deu outra avaliação positiva, dizendo que "nós ainda não aprendeu e outra vez - nunca subestime Madonna "e descrevendo o vídeo como um "bom encaixe" para a música. Um escritor do The Guardian descreveu o vídeo como um "clipe de performance franco" e acreditava que a natureza simplista do vídeo sugeria que era projetado para ser visualizado em dispositivos móveis.
Louis Virtel de HitFix chamou "Living for Love" de melhor vídeo desde "Hung Up" de Madonna. Ele encontrou referências a vídeos antigos de Madonna, como "Express Yourself", na "inusitada coreografia com toda a sua postura masculina e lutando", "Take a Bow" com o tema de touradas e interpretando uma imagem familiar de sua carreira, e "Open Your Heart" durante as sequências em que Madonna afasta os dançarinos Minotauro. Virtel também elogiou a coreografia, figurinos, visuais de Madonna e a cinematografia do vídeo. As semelhanças de "Living for Love" com o vídeo de "Take a Bow", também foi notado por Allison Takeda da Us Weekly que analisou que, ao contrário do vídeo deste último, Madonna assumiu o papel de um toureiro, seduzindo seus dançarinos como touros. Takeda concluiu: "O resultado é um espetáculo eletrizante, com uma das melhores (e mais acrobáticas!) danças de Madge". Junto com as referências a "Take a Bow", Joe Lynch da Billboard chamou o vídeo de incrível e "exuberante, prendedor", mas criticou o erro de ortografia de Nietzsche no final." Rita Kokshanian da InStyle disse que o vídeo era "tão bom como você poderia esperar... E enquanto estávamos completamente paralisados por seus movimentos matadores e físico insano, estávamos igualmente adorando suas roupas".
Hayden Manders do Refinery29 disse que o vídeo era uma das "coisas mais promissoras que virão da turnê promocional de Rebel Heart", uma vez que ele achou que era para ser classificado como próprio trabalho da cantora, ao contrário de seus últimos lançamentos que não eram dignos de nota. Nathan Smith da Out sentiu que o vídeo transcendia os papéis de gênero, com Madonna assumindo o papel de uma toureira, um título geralmente reservado para um homem. Além disso, ele observou que Madonna demonstrou seu "tipo físico enfraquecido e magro, demonstrando seu domínio único e inigualável da espécie masculina". Para Alyssa Tomey do E!, Madonna "se transforma em uma toureira feroz e sensual no clipe" e dança "com alguns movimentos seriamente acrobáticos". Jim Farber do Daily News achou um contraste com o título da canção e do "campo de batalha", como representação no vídeo, dizendo: "Embora seja sonoramente exuberante, a letra da música reflete o resultado de uma batalha duramente conquistada." Rachel Pilcher do Yahoo! achou o vídeo estranho, mas acreditava que era de se esperar de Madonna.

## Apresentação ao vivo
Madonna performou "Living for Love" pela primeira vez no Grammy Awards de 2015 em 8 de fevereiro do mesmo ano. Ela confirmou sua aparição na cerimônia, enviando uma imagem do troféu Grammy envolto em cordas pretas como os memes da Internet para a arte da capa de Rebel Heart. a cantora estava vestido com uma roupa de uma peça em vermelho matador, cercada por dançarinos como Minotauros semelhantes ao videoclipe da música. Foi desenvolvido pelo designer Riccardo Tisci para Givenchy e estilizado por Akerlund. A performance foi descrita como uma "bela história que os matadores lutam com os touros e isso também reflete a vida".Rebel Heart. Depois de ser apresentada pelas cantoras Miley Cyrus e Nicki Minaj, a performance começou com imagens de Madonna em uma tela de kabuki falando sobre o início de uma revolução. Ela saiu da tela e começou a cantar, cercada pelos dançarinos. Perto do fim, a cantora incentivou a platéia a cantar junto com ela, sendo finalmente puxada para cima do palco por um fio. Dina Gachman, da Forbes, relatou que o desempenho de Madonna foi o momento mais assistido da noite. Brittany Spanos, da Rolling Stone, descreveu como "a lendária cantora estava em busca de sangue com sua primeira apresentação ao vivo [da música]". Shauna Murphy, da MTV News, observou Simbolismo Illuminati na performance, incluindo rituais, homenagem religiosa organizada e uma metáfora da morte. Bradley Stern, do MuuMuse, o classificou como o melhor desempenho do Grammy, dizendo que "é assim que uma grande performance pop deve realmente parecer". Seu esforço para cantar ao vivo sem o Auto-Tune durante a performance coreografada também foi muito elogiado.
Madonna também apresentou a música no Brit Awards, em 25 de fevereiro de 2015. No entanto, nos estágios iniciais da performance, um mau funcionamento do guarda-roupa fez com que ela fosse puxada por um lance de escada que fazia parte do palco. Mais tarde, foi revelado que, como sua capa estava amarrada com força, quando seus dançarinos tentaram removê-la do pescoço, ela caiu no chão. No entanto, Madonna continuou a performance como planejado. Mais tarde, ela foi ao Instagram para confirmar que estava bem, postando "Obrigado pelos bons votos! Estou bem". Richard Smirke, da Billboard elogiou a performance e a recuperação de Madonna, dizendo que "[a cantora] não deixou a queda afetar sua performance e se recuperou rapidamente para entregar uma rotina coreografada que refletia o tema matador de sua recente apresentação no Grammy Awards". Madonna explicou no The Jonathan Ross Show que lhe disseram para começar a caminhar em direção ao palco além do planejado originalmente. Por isso, sua equipe achou que a capa poderia ter escorregado e amarrado com força ao pescoço. A cantora teve duas opções quando a capa não foi desfeita: "Eu poderia ser estrangulada ou cair e escolhi cair". Madonna sofreu uma fratura e acrescentou que ela "bateu na parte de trás da minha cabeça. E eu tinha um homem em cima de mim com uma lanterna até cerca de três horas da manhã para ter certeza de que estava compondo". A cantora acrescentou, brincando, que não usaria nenhuma capa para outras apresentações e atribuiu sua pronta recuperação a ter boa força central e sua rotina diária de exercícios. O acidente levou a um aumento na audiência da premiação. De acordo com a British Phonographic Industry, o evento resultou em um aumento de 95% na atividade do Twitter em relação ao programa em comparação com o ano anterior, com uma troca de 7,8 milhões de tweets, enquanto 6,8 milhões de espectadores acompanharam o desempenho. A queda da cantora foi eleita o mais chocante "Momento das celebridades de 2015" pelo Channel 5 do Reino Unido.
Em 26 de fevereiro de 2015, Madonna apareceu no The Jonathan Ross Show na Inglaterra, que foi ao ar em 14 de março. Ela apresentou uma versão editada de "Living for Love" usando um vestido preto. Em 2 de março, Madonna apareceu no programa francês Le Grand Journal, onde também foi executada uma versão editada de "Living for Love". Lionel Nicaise, do MCM, observou que Madonna não usava nenhuma capa durante a apresentação. Ao escrever para o Idolator, Bradley Stern observou que a apresentação usou um "remix energético" da música, com os vocais de MNEK em segundo plano. Também houve voguese durante um segmento, Madonna subiu ao piano para cantar a música. Duas semanas depois, uma performance semelhante foi ao ar no The Ellen DeGeneres Show nos EUA, onde ela se juntou a DeGeneres no palco no final da apresentação. Madonna adicionou a música na terceira seção do set list de sua Rebel Heart Tour de 2015–16. A cantora contratou uma empresa de alfaiataria espanhola de Saragoça para a criação de dois trajes de toureiro, juntamente com uma capa e trajes relacionados para seus dançarinos de apoio. Definida como um remix da música, a apresentação teve a mesma coreografia que a do Brit Awards. Jordan Zivitz, do Montreal Gazette, disse que a apresentação foi uma das "pequenas vitórias da noite", chamando-a de "acampamento com cheiro de enxofre", embora tenha visto uma transição suave de "Living for Love" para a próxima seção da turnê. O desempenho da música no shows realizados no Allphones Arena em Sydney no dia 19-20 março de 2016 foi gravado e lançado em quinto álbum ao vivo de Madonna, Rebel Heart Tour.

## Lista de faixas
| (Remixes)      |                                                       |                                                                        |         |  |
| N.º            | Título                                                | Compositor(es)                                                         | Duração |  |
| 1.             | "Living For Love" (Djemba Djemba Club Mix)            | Madonna Pentz Nick Rowe Maureen Anne McDonald Toby Gad Ariel Rechshaid | 05:47   |  |
| 2.             | "Living For Love" (Erick Morillo Club Mix)            | Madonna Pentz Nick Rowe Maureen Anne McDonald Toby Gad Ariel Rechshaid | 06:12   |  |
| 3.             | "Living For Love" (THRILL Remix)                      | Madonna Pentz Nick Rowe Maureen Anne McDonald Toby Gad Ariel Rechshaid | 05:11   |  |
| 4.             | "Living For Love" (Offer Nissim Living For Drama Mix) | Madonna Pentz Nick Rowe Maureen Anne McDonald Toby Gad Ariel Rechshaid | 06:33   |  |
| 5.             | "Living For Love" (Offer Nissim Dub)                  | Madonna Pentz Nick Rowe Maureen Anne McDonald Toby Gad Ariel Rechshaid | 07:15   |  |
| 6.             | "Living For Love" (DJ PAULO Club Mix)                 | Madonna Pentz Nick Rowe Maureen Anne McDonald Toby Gad Ariel Rechshaid | 08:14   |  |
| 7.             | "Living For Love" (Mike Rizzo's Funk Generation Club) | Madonna Pentz Nick Rowe Maureen Anne McDonald Toby Gad Ariel Rechshaid | 07:02   |  |
| 8.             | "Living For Love" (Dirty Pop Remix)                   | Madonna Pentz Nick Rowe Maureen Anne McDonald Toby Gad Ariel Rechshaid | 04:58   |  |
| Duração total: | Duração total:                                        | Duração total:                                                         | 50:22   |  |

## Créditos
Créditos adaptados do site oficial de Madonna.

### Gestão
- MNEK aparece como cortesia da Virgin EMI Records, uma divisão da Universal Music Operations.
- Alicia Keys appears courtesy of RCA Records.
- Webo Girl Publishing, Inc. (ASCAP) / Songs Music Publishing, LLC, "I Like Turtles" Music and Songs of SMP (ASCAP) / EMI April Music, Inc., MoZella Mo Music (ASCAP) / Atlas Music Publishing and Gadfly Songs (ASCAP) / Lion of God Publishing Co. (ASCAP), Kobalt Songs Music Publishing

### Equipe
- Madonna: voz, composição e produção.
- Diplo: composição e produção.
- Alicia Keys: piano.
- Nick Rowe: compositor.
- MoZella: compositor.
- Toby Gad: compositor.
- Ariel Rechtshaid: compositor.
- Annette Bowen: coros.

## Desempenho comercial
Após o lançamento da pré-venda de Rebel Heart, "Living for Love" entrou na tabela Dance/Electronic Songs no número 16 e na Dance/Electronic Digital Songs no número 12, com 10,000 downloads digitais. Na semana seguinte, "Living for Love" foi para o número 13 na tabela Dance/Electronic Songs, com vendas adicionais de 11,000 cópias, e desde então alcançou o número 9, tornando-se o primeiro single da cantora entre os dez primeiros na tabela. Alcançou 587,000 transmissões após a estréia do videoclipe e mais vendas de 17,000 cópias, tornando-se o maior ganhador na tabela da Dance/Electronic Digital Songs. Em janeiro de 2015, "Living for Love" estreou no número 32 no Dance Club Songs, tornando-se a primeira aparição da cantora desde seu single anterior "Turn Up the Radio". Em seguida, subiu para o número 18 e, na semana seguinte, para o número 11 como o maior ganho na tabela nas duas semanas.
Para a edição de 7 de março de 2015, "Living for Love" se tornou a 44ª música número um de Madonna na tabela. Ela igualou-se a George Strait — que conquistou 44 no topo das tabelas do Hot Country Songs — como o artista com a maior número de singles número um em qualquer tabela da Billboard. "Living for Love" não entrou na Billboard Hot 100, mas estreou no número 8 na Bubbling Under Hot 100 Singles. Tornou-se a 29ª entrada de Madonna na tabela de Pop Songs, estreando no número 36 em 24 de fevereiro de 2015. A Billboard relatou que a estréia se devia a um aumento nas estações rodadasde rádio da iHeartMedia. Também estreou no número 35 da tabela Dance/Mix Show Airplay. Madonna se tornou a artista feminina mais antiga a ingressar na tabela Pop Songs, desde Carly Simon, que alcançou o número 20 como artista convidada no single de Janet Jackson em 2002, "Son of a Gun (I Betcha Think This Song Is About You)".
Em toda a Europa, a música estreou no número 50 na França, número 12 na Hungria e número 21 na Espanha, ao lado das outras faixas de Rebel Heart. No Japão, a música estreou no número 80 no Japan Hot 100 na semana que terminou em 12 de janeiro de 2015, subindo para o número 26 na semana seguinte. Na Espanha, estreou no número 21 da parada espanhola de singles; após o lançamento dos remixes, eles figuraram separadamente na tabela de álbuns no número 93.
No Reino Unido, a BBC Radio 1 decidiu não tocar o single de Madonna, pois seu comitê de playlists não considerava a faixa suficientemente boa para tocar na programação. Segundo o chefe da música, George Ergatoudis, os fãs da cantora eram a maioria mais velhos do que o público-alvo da estação. A estação foi criticada pela cantora, assim como pelos músicos Diplo e Boy George, por promoverem a discriminação por idade. Representantes da Rádio 1 disseram que as músicas listadas em suas listas de reprodução não foram escolhidas com base na idade de um artista, mas na qualidade. "Living for Love" foi adicionado mais tarde à lista de reprodução da BBC Radio 2 , que atende a públicos com 35 anos ou mais. De acordo com a Official Charts Company, a faixa alcançou o top vinte da tabela UK Singles Chart, com dois dias de vendas disponíveis, conforme relatado em seu relatório no meio da semana. Ele finalmente estreou no número 26 da tabela, com vendas de 17,936 cópias, tornando-se o 71º single entre os 40 primeiros de Madonna, e estendendo seu recorde como a artista feminina com os mais de quarenta singles na tabela britânica.

### Tabelas semanais
| Tabela musical (2015)                           | Melhor posição |
| ----------------------------------------------- | -------------- |
| Alemanha (GfK Entertainment Charts)             | 40             |
| Bélgica (Ultratop 50 de Flandres)               | 4              |
| Bélgica (Ultratop 40 da Valônia)                | 43             |
| Canadá (Canadian Hot 100)                       | 92             |
| Escócia (OCC)                                   | 15             |
| Espanha (PROMUSICAE)                            | 21             |
| Estados Unidos (Bubbling Under Hot 100 Singles) | 8              |
| Estados Unidos (Dance Club Songs)               | 1              |
| Estados Unidos (Hot Dance/Electronic Songs)     | 9              |
| Estados Unidos (Hot 100 Single Sales)           | 3              |
| Estados Unidos (Mainstream Top 40)              | 36             |
| Finlândia (IFPI Finlândia)                      | 7              |
| França (SNEP)                                   | 50             |
| Hungria (MAHASZ)                                | 12             |
| Irlanda (IRMA)                                  | 79             |
| Israel (Media Forest)                           | 4              |
| Itália (FIMI)                                   | 30             |
| Japão (Japan Hot 100)                           | 11             |
| Líbano (The Official Lebanese Top 20)           | 20             |
| Reino Unido (UK Singles Chart)                  | 26             |
| República Checa (IFPI Česká Republika)          | 46             |
| Rússia (Tophit)                                 | 116            |
| Suécia (Sverigetopplistan)                      | 8              |
| Suíça (Schweizer Hitparade)                     | 49             |

| Tabela musical (2015)                          | Posição |
| ---------------------------------------------- | ------- |
| Estados Unidos (Hot Dance Club Songs)          | 4       |
| Estados Unidos (Dance/Eletronic Digital Songs) | 43      |

| Região                                                       | Certificação | Vendas  |
| ------------------------------------------------------------ | ------------ | ------- |
| Itália (FIMI)                                                | Ouro         | 25,000‡ |
| ‡vendas+valores de streaming baseados apenas na certificação |              |         |

## Histórico de lançamento
| País        | Data                    | Formato                                   | Gravadora                      |
| ----------- | ----------------------- | ----------------------------------------- | ------------------------------ |
| Mundo       | 20 de dezembro de 2014  | Download digital (via pré-venda do álbum) | Boy Toy Live Nation Interscope |
| Mundo       | 22 de dezembro de 2014  | Streaming                                 | Boy Toy Live Nation Interscope |
| Itália      | 22 de dezembro de 2014  | Airplay                                   | Interscope                     |
| França      | 23 de dezembro de 2014  | CD-Single Download digital Streaming      | Polydor Universal Music France |
| Reino Unido | 20 de fevereiro de 2015 | download digital                          | Boy Toy Live Nation Interscope |